# 에밀리아노 살라
에밀리아노 라울 살라 타파렐(스페인어: Emiliano Raúl Sala Taffarel, 1990년 10월 31일 ~ 2019년 1월 21일)은 아르헨티나의 전직 축구 선수로 포지션은 공격수였으며 선수 시절 대부분을 유럽 리그에서 보냈다.

## 선수 시절

### 클럽
2009년 FC 크라토에서 데뷔한 뒤 2012년 프랑스 리그앙의 지롱댕 드 보르도로 이적 후 같은 해 2월 올랭피크 리옹과의 쿠프 드 프랑스 2011-12 16강전에서 프로 정식 데뷔전을 치렀다.
이후 보르도에서는 2014-15 시즌 공식전 12경기 1골에 그쳤지만 US 오를레앙, 샤무아 니오르, SM 캉 등에서 임대 선수로 활동하며 공식전 통산 90경기 44골의 폭발적인 득점력을 과시했고 특히 US 오를레앙 소속으로 2012-13 시즌 샹피오나 나시오날에서 19골을 터뜨리며 득점 랭킹 2위에 올랐으며 2013-14 시즌에는 샤무아 니오르 소속으로 리그 18골을 터뜨리며 리그 득점 랭킹 4위에 이름을 올리는 맹활약을 펼쳤다.
2014-15 시즌을 마친 뒤 같은 리그앙 소속의 FC 낭트로 이적하여 2018-19 시즌 전반기까지 공식전 133경기 48골을 작렬시키며 낭트의 핵심 공격수로 맹위를 떨쳤고 특히 2016-17 시즌부터 2018-19 시즌 전반기까지 리그에서만 3연속 12골을 터뜨리면서 매 시즌 리그앙 득점 랭킹에서도 상위권을 유지했다.
리그앙에서의 맹활약을 바탕으로 약 218억원의 이적료에 잉글랜드 프리미어리그 카디프 시티로 이적을 확정지었고 2019년 1월 21일 낭트의 전 동료들과 작별을 고한 뒤 경비행기를 타고 낭트에서 카디프로 향하던 도중 영국 해협 채널 제도의 저지섬 항공 교통 관제소와 마지막으로 접선한 후 한국 시간 새벽 5시반경 건지섬의 올더니섬 카스케츠 등대 근처 8마일 지점에서 행방불명되었다.

## 사망
2019년 1월 21일 영국 해협 올더니섬 근처 상공에서 살라가 타고 있던 경비행기가 실종된 사실이 공식적으로 확인된 이후도버 해협에서 발견된 경비행기 잔해 안에 한 구의 시신을 찾았음에도 신원이 확인되지 않았다가 같은 해 2월 8일 경비행기 잔해 안에 있던 시신이 에밀리아노 살라의 것으로 판명되어 사망이 확인되었으며 그의 사망이 확인되자 전 소속팀인 FC 낭트는 그가 달았던 9번을 영구결번 처리하였다.

## 수상

### 개인
- UNTP 프랑스 리그앙 이달의 선수상 : 2015년 2월, 2018년 10월
- FC 낭트 10년의 팀 : 2010 ~ 2019